# Dámský gambit
Dámský gambit (ECO označení D06–D69) je šachové zahájení spadající do skupiny zavřených her, charakterizované tahy
1.d4 d5 2.c4
Název zahájení je odvozen od oběti bílého c pěšce na dámském křídle. Ve skutečnosti se však o pravý gambit vlastně nejedná, oběť pěšce je totiž pouze zdánlivá. Po jejím případném přijetí může bílý, pokud chce, investovaný materiál dobýt ihned zpět. V některých variantách slovanské a poloslovanské obrany však černý oběť přijme dodatečně a gambitového pěšce hájí.

## Historie
Od začátku dvacátého století je Dámský gambit trvale jedním z nejpopulárnějších, zcela nadčasových šachových zahájení a to na všech herních úrovních, od amatérů až po profesionály nejvyšší světové třídy. Historie Dámského gambitu sahá až ke kořenům novodobého šachu. První zaznamenané zmínky o něm nacházíme již v Göttingenském rukopise z roku 1471. Další zmínky jsou například u G. C. Poleria roku 1590. V šachové praxi se běžně začíná objevovat v polovině 19. století a od té doby jeho popularita stále roste, až se ve století dvacátém stává jedním ze základních pilířů šachové hry. Přibližně do třicátých let dvacátého století se dokonce po zahajovacím tahu 1.d4 na nejvyšší úrovni téměř nehrálo nic jiného, jen výjimečně Holandská hra. Absolutního vrcholu popularity dosáhlo zahájení roku 1927, kdy se v zápase o mistra světa mezi Aljechinem a Capablancou objevilo třicet dvakrát ze třiceti čtyř partií. Až teprve hypermodernismus rozvinul Indické výstavby, čímž v zavřených hrách vznikly k Dámskému gambitu skutečně významné alternativy.
O rozvoj teorie dámského gambitu se zasloužilo veliké množství praktických i korespondenčních hráčů, Dámský gambit se objevuje v herní praxi u všech mistrů světa.

## Hlavní varianty
Teorie Dámského gambitu je velice rozsáhlá. Je možno ji rozdělit do dvou základních skupin:

a) Přijatý dámský gambit vzniká, sebere-li černý nabízeného pěšce na c4 tahem 2… dxc4.

b) Odmítnutý dámský gambit, rozhodne-li se černý oběť pěšce nepřijmout, což může učinit několika způsoby:
- 2...e6 – Klasický systém
- 2...c6 – Slovanská obrana
- hraje-li černý c6 i e6 jedná se o Poloslovanskou obranu

vzácně se vyskytují:
- 2...Jc6 – Čigorinova obrana
- 2...c5 – Symetrická varianta
- 2...e5 – Albinův protigambit
- 2...Sf5 – Keresova obrana
- 2...Jf6 – Marshallova obrana
- 2...g6 – Aljechinova varianta